# レプコン
レプコンは、チベットの歴史的地域名。アムド地方の東部に位置し、中華人民共和国による現行の行政区分では、青海省の黄南蔵族自治州（同仁（thung ren, どうじん）、チェンツァ（gcan tsha, 尖扎）、ツェコク（rtse khog, 沢庫）、ソクデ（sog sde, 河南蒙古族自治県）の4県）を中核として、隣接する青海省海東市の化隆回族自治県、循化サラール族自治県、青海省海南蔵族自治州の同徳県、甘粛省甘南蔵族自治州の西部などに相当する。
チベット仏教ニンマ派の一大拠点として名高い。